# Courceroy
Courceroy je francouzská obec v departementu Aube v regionu Grand Est. V roce 2011 zde žilo 124 obyvatel.

## Vývoj počtu obyvatel
Počet obyvatel 